# NGC 4157
NGC 4157 (другие обозначения — UGC 7183, MCG 9-20-106, ZWG 269.38, FGC 1380, IRAS12085+5045, PGC 38795) — спиральная галактика с перемычкой (SBb) в созвездии Большая Медведица.
Этот объект входит в число перечисленных в оригинальной редакции «Нового общего каталога».
В галактике вспыхнула сверхновая SN 2003J типа II, её пиковая видимая звездная величина составила 16,7.
В галактике вспыхнула сверхновая SN 1937A. Её пиковая видимая звёздная величина составила 16,2.
Галактика NGC 4157 входит в состав группы галактик M109. Помимо NGC 4157 в группу также входят ещё 42 галактики.